# Neuvy-en-Champagne
Neuvy-en-Champagne korábbi község Franciaország Loire mente régiójában, Sarthemegyében. 2019. január 1-jén Bernay-en-Champagne korábbi községgel egyesült és az így létrejött Bernay-Neuvy-en-Champagne új község része lett.
Lakosainak száma 377 fő (2016. január 1.). Neuvy-en-Champagne Conlie, Tennie, Amné, Bernay-en-Champagne, Coulans-sur-Gée, Cures és La Quinte községekkel határos.

## Népesség
A település népességének változása:
| Lakosok száma | 379  | 373  | 377  |
|               | 2013 | 2015 | 2016 |